# Acaena montana
Acaena montana är en rosväxtart som beskrevs av Joseph Dalton Hooker. Acaena montana ingår i släktet taggpimpineller, och familjen rosväxter. Inga underarter finns listade i Catalogue of Life.